# Kamarádky na život a na smrt
Kamarádky na život a na smrt (v anglickém originále She Used to Be My Girl) je 4. díl 16. řady (celkem 339.) amerického animovaného seriálu Simpsonovi. Scénář napsal Tim Long a díl režíroval Matthew Nastuk. V USA měl premiéru dne 5. prosince 2004 na stanici Fox Broadcasting Company a v Česku byl poprvé vysílán 22. dubna 2007 na stanici ČT2.

## Děj
Jednoho dne vidí Marge v televizi svou kamarádku ze střední školy Chloe Talbotovou a žárlí na její úspěch jakožto reportérky. Když se setkají, rozpačitá Marge se přizná, že Springfield nikdy neopustila, ale obě jsou rády, že se opět vidí. Chloe přijde k Simpsonovým na večeři, ale její vzrušující historky Marge rozčilují a inspirují Lízu, která si s Chloe vyjde na večeři. 
Marge prozradí, že ona a Chloe byly reportérky jejich středoškolských novin, ale po střední škole Marge zůstala se svým milým Homerem, když se narodil Bart, a Chloe opustila svého milého Barneyho, když ji požádal o ruku. Zdá se, že s ohledem na Chloein úspěch začíná Marge její rozhodnutí i rodinu nenávidět, ale od Homera se jí dostane podpůrných slov. 
Cestou z večeře Chloe pozve Lízu na ženskou konferenci OSN, přičemž Líza řekne, že by potřebovala svolení rodičů. Po příjezdu do domu Simpsonových opilá Marge, jež se obává, že Líza má Chloe raději, provokuje Chloe a obě se na trávníku poperou. Marge z toho má monokl. 
Poté, co si Marge s Lízou promluví o tom, co se stalo, jí zakáže jít na ženskou konferenci, ale Líza se vytratí a schová se v kufru Chloeina auta. Když pak Chloe odjíždí, zavolá jí její šéf a řekne jí, aby informovala o výbuchu springfieldské sopky. Když Líza vykoukne z kufru, Chloe ji pověří, aby jí dělala kameramanku, protože její původní kameraman při pohledu na lávu utekl. 
Když Marge a Homer dorazí na ženskou konferenci, aby našli Lízu, uvidí Chloeino živé vysílání z místa výbuchu sopky, které je natáčeno Lízou; obě jsou uvězněné v moři lávy. Marge a Homer běží k sopce a Marge skáče přes kameny, aby Lízu zachránila. O chvíli později Barney přiletí ve vrtulníku, aby zachránil Chloe, která mu poskytne půlhodinu sexu z lítosti. 
Když si Marge představí svůj život jako reportérka, křičí na svou rodinu, která o ni nejeví velký zájem.

## Přijetí
V původním americkém vysílání vidělo Kamarádky na život a na smrt 10,3 milionu diváků.
Colin Jacobson z DVD Movie Guide k dílu v rámci recenze 16. řady napsal, že „se řada zatím jeví jako poměrně silná Líza/Marge. To samo o sobě není špatné, ale zatím se to nevyplatilo v podobě dobrého materiálu. Je na tom lépe než Noci s nepřítelem, ale ne o moc, takže očekávejte nestabilní epizodu.“
Patrick D. Gaertner ze serveru Puzzled Pagan napsal: „Na této epizodě není nic špatného, ale moc mě neoslovila. Opravdu nerad vidím Marge takhle žárlivou a pomstychtivou, ale dává to smysl. Marge je ve svém životě docela spokojená, je milující matkou, ale naprosto sleduje, že by žárlila na kamarádku, která se vydala jinou cestou a má zdánlivě oslnivější život. Obvykle se u těchto typů zápletek dozvídáme, že úspěšná kamarádka není tak šťastná jako Marge a že nemít kariéru a mít děti je ta pravá životní cesta, a já jsem hodně rád, že se touto cestou nevydali, protože to je pěkná hloupost. Ale v současné podobě prostě vidíme, že Marge a Chloe se vydaly různými cestami a jsou vlastně stejně šťastné. Líza zpočátku není životem své matky příliš nadšená, což je naprosto uvěřitelné, ale moc se mi líbí myšlenka, že si své matky začne vážit úplně novým způsobem, který nikdy předtím nepoznala. Je to docela milý konec a vlastně se docela dobře hodí k ostatním epizodám s Marge, které jsme tento týden dostali.“.
Server Review Stream uvedl, že Kamarádky na život a na smrt jsou „další zajímavou epizodou Simpsonových, v níž se Marge ohlíží za tím, čím mohla být. Vypadalo to však jako výplňová epizoda, protože Marge strávila téměř půl minuty tím, že si léčila monokl. Bez ohledu na to, to byl další dobrý díl Simpsonových.“